# 633 Zelima
A 633 Zelima egy a Naprendszer kisbolygói közül, amit August Kopff fedezett fel 1907. május 12-én.